# 井納翔一
井納 翔一（いのう しょういち、1986年5月1日 - ）は、東京都江東区出身の元プロ野球選手（投手）。右投右打。
ニックネームは「宇宙人」（後述）。

## 経歴

### プロ入り前
中学時代は軟式野球の大島クラブに所属。木更津総合高等学校時代には、2年夏にチームが第85回全国高等学校野球選手権大会に出場するも、自身は阪神甲子園球場のスタンドで応援していたという。結局、在学中には甲子園球場のマウンドを踏めなかった。
高校卒業後に上武大学へ進学。4年時に頭角を現すと、チームの関甲新学生野球リーグ春秋2季連覇に貢献し、2季連続で最優秀防御率のタイトルを獲得した。チームの春季リーグ優勝で臨んだ第57回全日本大学野球選手権大会で、全国大会へのデビューを果たした。当時の同期生に豊田拓矢、1学年先輩に加賀繁や石川俊介、1学年後輩に松井雅人や安達了一がいる。
大学からの卒業後に、NTT東日本へ入社。2年目に第37回社会人野球日本選手権大会で登板したものの、入社してから3年間は芳しい成績を残せなかった。一時は引退も覚悟していたが、スプリットの習得と投球フォームの修正が功を奏して、4年目にエースの座を確保した。当時のチームメイトに、清田育宏や小石博孝がいる。大学・社会人時代には「イノビッシュ」という称号を得ていた。
2012年10月25日に行われたNPBドラフト会議で、横浜DeNAベイスターズから3巡目で指名。契約金6000万円、年俸1000万円（金額は推定）という条件で入団した。背番号は15。

### 横浜DeNA時代

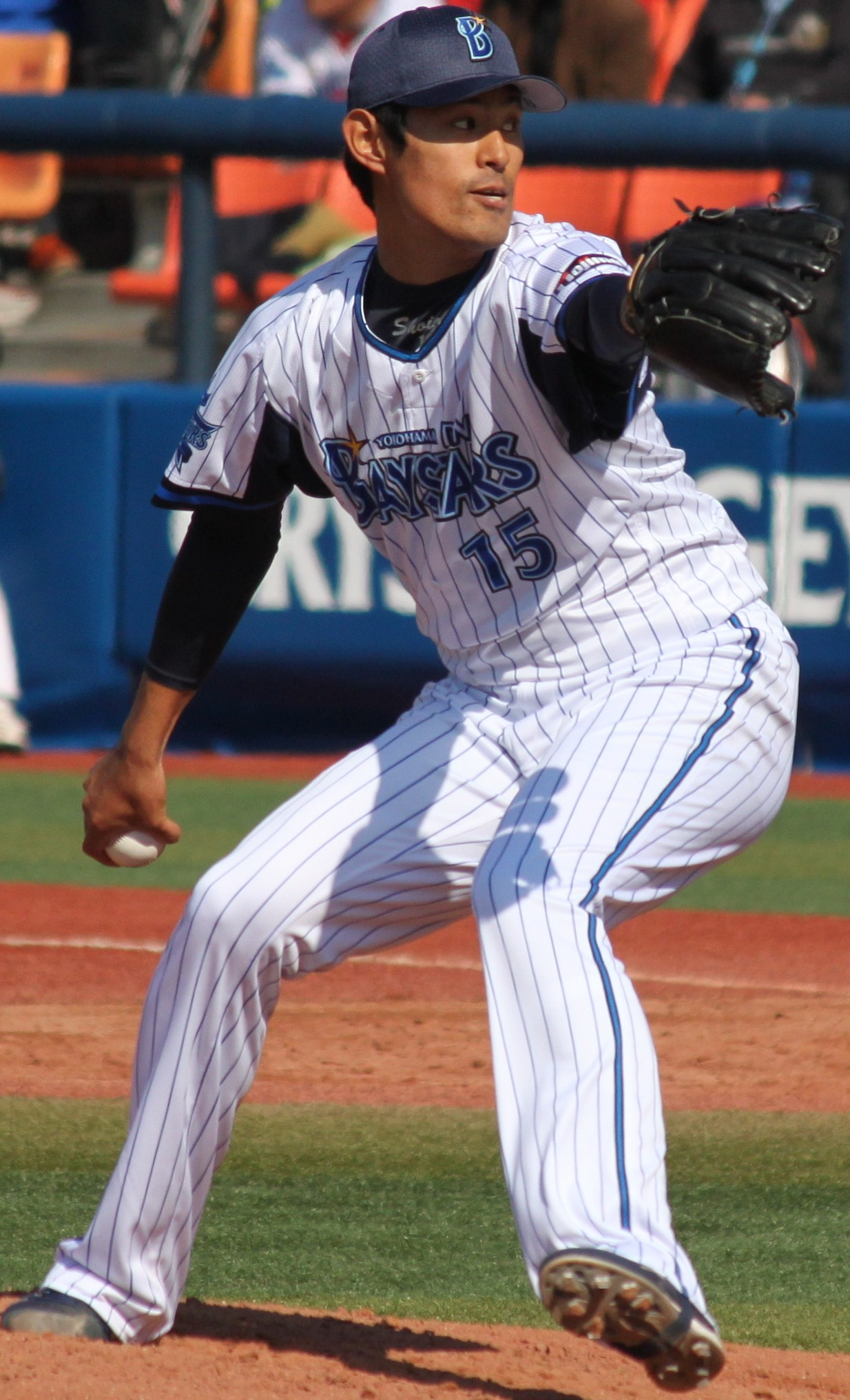
横浜DeNAベイスターズ時代
（2014年3月8日 横浜スタジアム）

2013年は公式戦の開幕から一軍の先発ローテーションに入ると、4月4日の対読売ジャイアンツ（巨人）戦（横浜スタジアム）で公式戦にデビュー。5月7日の対広島東洋カープ戦（MAZDA Zoom-Zoom スタジアム広島）で、プロ初勝利を挙げた。その後は、体重の増加によって不安定な投球が続いたことから、中継ぎや二軍への降格も経験した。二軍調整中に体重を絞ったり、ストレートの勢いを取り戻したりしたことから、一軍に復帰した8月以降は公式戦5試合で3勝を記録。9月28日の対巨人戦（横浜）で、一軍初の完投勝利を挙げた。DeNAの新人投手による一軍での対巨人戦完投勝利は、大洋時代の1977年に斉藤明雄が記録して以来36年ぶりであった。シーズン通算では、一軍公式戦18試合に登板。5勝7敗2ホールド、防御率5.34を記録した。シーズン終了後の11月には、台湾で開かれた「2013 BASEBALL CHALLENGE 日本 VS チャイニーズ・タイペイ」で、日本代表のメンバーとして中継ぎで2試合に登板した。オフに、650万円増の推定年俸1650万円で契約を更改した。

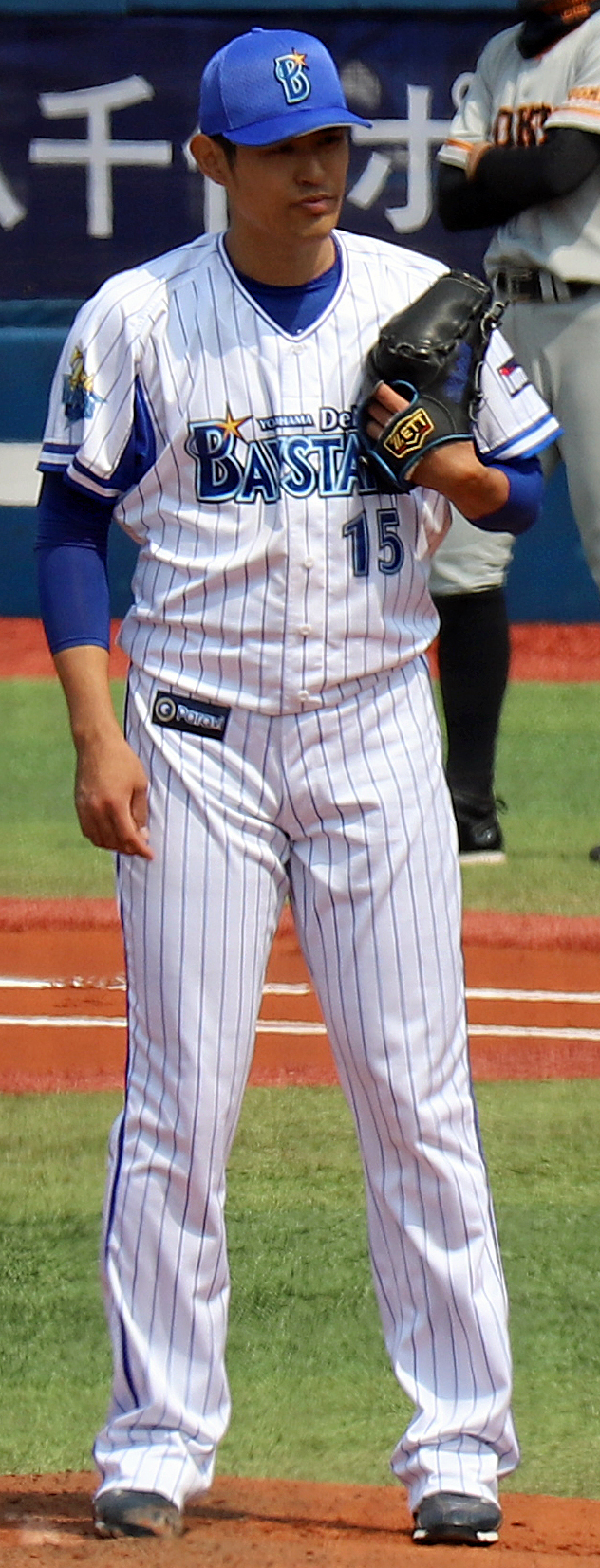
2019年4月7日、横浜スタジアムにて

2014年は2年連続で開幕先発ローテーション入りを果たすと、3月29日の対東京ヤクルトスワローズ戦（明治神宮野球場）でシーズン初勝利を挙げた。5月9日の対東京ヤクルトスワローズ戦（横浜）では、6回表に1イニング3暴投のNPB一軍公式戦タイ記録を喫したが、5月23日の対北海道日本ハムファイターズ戦（札幌ドーム）ではプロ初完封勝利で7勝目を挙げた。5月を1完封を含む4勝無敗で終えたことから、DeNAの投手では初めてセ・リーグ投手部門の月間MVPを受賞した。前半戦の好調を受けて、オールスターゲームには、セ・リーグの監督推薦選手として初出場。7月25日の対ヤクルト戦（神宮）では、DeNAの投手としては初となるシーズン10勝目をリーグで最も早く記録した。一軍公式戦では、通算で25試合に登板。防御率は4点台ながら、自身初の2桁勝利（11勝）を挙げ、リーグ最多の3完投を記録した。シーズン終了後の日米野球2014では、日本代表に再び選出されると、中継ぎで2試合に登板した。オフに、2250万円増の推定年俸3900万円で契約を更改した。
2015年3月11日に東京ドームで開かれた「GLOBAL BASEBALL MATCH 2015 侍ジャパン 対 欧州代表」第2戦で、日本代表の2番手投手として4回表から登板。2回を無失点に抑えた。シーズン終了後の11月に開催の2015 WBSCプレミア12でも、日本代表の第1次候補選手に選ばれたものの、最終ロースターの28名に残らなかった。公式戦の開幕当初は、好調なチーム状況を背景に、一軍公式戦での先発で勝ち星を量産。しかし、チームの調子が失速するにつれて、自身の成績も下降線をたどった。一軍公式戦全体では、21試合で5勝8敗を記録。防御率（3.27）を前年から改善させた一方で、被打率が3割を超えるなど、不安定な投球に終始した。オフに、600万円増の推定年俸4500万円で契約を更改した。
2016年3月25日の広島とのレギュラーシーズン開幕戦（マツダスタジアム）で、プロ入り後初めて開幕投手を任された。新任監督のアレックス・ラミレスから開幕投手に指名されていた山口が、開幕直前の調整登板中に右足首を捻挫したことに伴う措置であったが、7回無失点の好投でシーズン初勝利を挙げた。山口がセ・リーグの監督推薦選手として第2戦（7月16日・横浜）での先発が内定していたオールスターゲームでも、山口が選出後の投球練習中に左足首を捻挫した影響で出場を辞退すると、代替選手に選出され、第2戦に中継ぎで3番手で起用された。レギュラーシーズン通算では、一軍公式戦23試合に登板。通算成績は7勝11敗で、自身初の2桁敗戦を喫したが、先発陣の一角でチーム史上初のクライマックスシリーズ（CS）出場に貢献した。CSでは、巨人とのファーストステージ第1戦（10月8日・東京ドーム）に先発。7回2失点で勝利投手になり、チームにCS初勝利をもたらした。チームの2連敗で迎えた広島とのファイナルステージ第3戦（10月14日・マツダスタジアム）にも先発すると、7回無失点の好投でチームのファイナルシリーズ初勝利に貢献。しかし、チームは翌10月15日の第4戦に敗れたため、日本シリーズへの進出を逃した。オフに、2700万円増の推定年俸7200万円で契約を更改した。
2017年はレギュラーシーズンの一軍公式戦初勝利が5月5日の対ヤクルト戦（横浜）まで持ち越されたが、シーズン5試合目の登板であったこの試合を1失点で完投。オールスターゲームのセ・リーグ監督推薦選手に内定していたチームメイトの新人・濵口遥大が故障で出場を辞退したため、前年に続いて補充選手に選出。7月15日の第2戦（ZOZOマリンスタジアム）にセ・リーグ選抜の3番手投手として登板したが、2回1失点で敗戦投手になった。レギュラーシーズン全体でも、先発ローテーションの一角を担いながら、2年連続の負け越しと2桁敗戦を喫した。しかし10月1日の対広島戦（横浜）では、レギュラーシーズンで唯一救援に起用。7回表の1イニングを無失点で凌ぎ、チームの2年連続CS進出を確定させた。CSでは、阪神とのファーストステージ第1戦（10月14日・甲子園）に先発で黒星を喫したものの、10月20日には広島とのファイナルステージ第3戦でも先発登板。2回表に自身の適時打でもたらした1点を、6回無失点で守り切り、2年続けてファイナルステージで広島から白星を挙げた。福岡ソフトバンクホークスとの日本シリーズでは、10月28日の第1戦（福岡ヤフオク!ドーム）で先発を任されたが、5回裏一死までに7点を失いシリーズ初黒星。2日後（10月31日）の第3戦（横浜）から救援要員に回ると、第3戦と11月4日の第6戦（ヤフオク!ドーム）では、ビハインドの局面からの救援登板をいずれも無失点で凌いだ。オフに、1300万円増の推定年俸8500万円で契約を更改した。
2018年には3年連続でレギュラーシーズンで負け越しが続いたことと、投手としてのポテンシャルの高さを背景に、「先発させるより、（中継ぎで）1イニングをきっちり投げてもらった方が、チームの勝利につながる可能性は高くなる」というラミレスの方針で、「勝利の方程式」を担うロングリリーフ要員へ本格的に転向。4月13日の対中日戦（横浜）では、直近のカードまで5試合連続で登板していた山﨑康晃に代わってクローザーを任され、一軍公式戦で初めてのセーブを記録した。以降の公式戦でも中継ぎで2勝を挙げたが、5月の登板試合で救援の失敗が続いたため、5月23日に出場選手登録を抹消された。先発要員として二軍で再調整中の7月1日には、イースタン・リーグの対北海道日本ハムファイターズ戦（横須賀スタジアム）で、リーグ史上23人目のノーヒットノーランを達成。野球人生で初めてのノーヒットノーランとなり、許した走者は与四球による1人だけだった。後に一軍でも先発ローテーションの一角を担ったが、9月14日の対巨人戦（横浜）でシーズン6勝目を挙げたことを最後に登録を抹消。10月1日に右肘のクリーニング手術を受けた。一軍公式戦全体では、24試合の登板で、防御率3.57、6勝3敗1セーブを記録。シーズンの負け越しを4年ぶり、シーズン2桁敗戦を3年ぶりに免れた。オフに、推定年俸7200万円（前年から1300万円減）という条件で契約を更改した。
2019年には球団公式戦通算4,000勝を達成した4月7日の対巨人戦（横浜）と、通算5,000敗目を喫した6月15日の対ソフトバンク戦（福岡ヤフオク!ドーム）に先発。いずれの試合でも責任投手となった。レギュラーシーズン全体では、一軍公式戦15試合に登板。救援での登板は1試合だけだったが、前年に受けた右肘手術の影響で1試合当たりの投球数を制限していたことから、通算の投球イニングは70回にとどまった。また、4勝5敗で2年ぶりに負け越したほか、チームがレギュラーシーズン2位で進出したCSでは登板の機会がなかった。CSの終了後に、推定年俸6100万円（前年から1100万円減）という条件で契約を更改（詳細後述）。
2020年にはレギュラーシーズンの開幕から一軍の先発ローテーションに定着。17試合の登板で6勝7敗と負け越しながらも、前年を上回る89イニングを投げたほか、防御率3.94を記録した。シーズン最終盤の11月1日に国内FA権を初めて取得。シーズン終了後の11月27日に、FA権を行使することを表明した。本人曰く「（DeNA）球団を出ることを決断したわけではなく、（権利を）持っていても仕方がないから行使した」とのことで、DeNA球団も行使を表明したうえでの残留を容認。12月5日に、フリーエージェント宣言選手としてNPBから公示された。もっとも、他球団への移籍に伴う人的補償措置が不要な選手（Cランク）と推定されることから、ヤクルトや巨人が獲得の意向を表明。本人は、公示の翌日（12月6日）から両球団との交渉にも臨んでいる。

### 巨人時代
2020年12月14日、井納と同じくDeNAからFA宣言をしていた梶谷隆幸とともに巨人と契約したことが発表された。背番号は21。2年契約で推定総額2億円。
2021年、開幕ローテーション入りを果たし、開幕5戦目となった3月31日の中日ドラゴンズ戦で移籍後初先発するも立ち上がりから不安定で1回0/3を5安打4失点で降板した。試合後に二軍落ちが決まり翌4月1日に一軍登録を抹消された。再登録後も敗戦処理に近い様子見や調整登板の起用が多く、東京オリンピックによるリーグの中断期間以降は出番が無かった。移籍1年目はわずか5試合の登板で防御率も2桁を記録するなど絶不調に終わった。
2022年は開幕一軍入りを果たせず、5月31日にようやく出場選手登録された。4試合目の登板となる6月22日の対DeNA戦の5回表に2番手で登板するが、蝦名達夫相手にストライクが入らずストレートの四球を与えたところで、原辰徳監督に交代を告げられ降板。この試合をラジオで解説していた谷繁元信はこの四球を「井納の野球人生が終わりに近づくような4球」と表現した。翌23日に一軍登録を抹消され、その後8月に再昇格、8月6日の対東京ヤクルトスワローズ戦で移籍後初勝利を挙げるなど3試合を無失点に抑えるが、8月15日に再度登録を抹消され、その後は再昇格のないままシーズンが終了し、10月7日に翌年の契約を結ばないことが球団より発表された。11月8日、楽天生命パーク宮城で行われた12球団合同トライアウトに参加。6月のベイスターズ戦など悔いのある結果もあったが、「怪我もなく状態もいいのに手を引いちゃいけないと思った」とトライアウト参加の理由を明かした。しかし獲得する球団は現れず、12月27日に自身のインスタグラムで現役引退を表明した。

### 引退後
2023年からは、ジャイアンツアカデミーの講師を務める。

## 選手としての特徴
スリークォーターから投じるスプリットが武器。ストレートの球速は最速152km/h（平均で約144km/h）で、スライダーや110km/h台のカーブも投げられる。カーブの軌道が大きいことも特徴。

## 人物
前述通りニックネームは「宇宙人」であるが、横浜時代は「ハマの宇宙人」とも呼ばれていた。また、阿部寛に似ていることから、「ハマの下町ロケット」、「ハマのメンズノンノ」とチーム内で呼ばれていた。
DeNA1年目の2013年には、9月28日に横浜スタジアムで対巨人戦への先発が予定されていたにもかかわらず、前日（9月27日）のチーム練習に遅刻。投手兼任で一軍の投手コーチを務めていた三浦大輔から激しい叱責を受けた。翌日は当初の予定に沿って先発したものの、試合前には前日の遅刻を報告されていた一軍監督の中畑清（肩書はいずれも当時）から「今日頑張らないと、どうなるか分かってるよな?」と告げられた。しかし、井納はこの言葉で奮起すると巨人打線を相手に一軍公式戦では初めての完投勝利を挙げた。三浦は現役引退後に2019年シーズンから一軍投手コーチ専任でチームに復帰したが、井納と共に参加した2018年12月22日のトークショーでは上記のエピソードを披露した井納に向かって、「緊張感を持たせるには、毎日怒ればいいのか?」というジョークを交えながら厳しい指導を予告していた。
DeNA球団から2年連続の減俸提示を受けた末に契約を更改した2019年12月3日には、更改後の記者会見で報道陣から年俸の下がり幅を訊かれたところ、「前年（2018年の契約更改）ほどには下がってないですけど…。後はWikipedia（当ページ）で調べて下さい」と答えている。
前述の打者一人にストライクが入らず四球を出して降板し「井納の野球人生が終わりに近づくような4球」と評された2022年6月22日（DeNA戦）の登板は、ブルペンで他の投手が肩を作り準備していたところ、ブルペンに投手コーチから電話がかかって来て、準備もせず座って待機していた井納に行くよう指令があり、すでに原辰徳監督はベンチを出て審判に交代を告げに行っていたため肩が出来ていなかった井納が急遽登板する事になったと引退後の2024年に高橋尚成のYouTubeチャンネルで明かしている。

## 詳細情報

### 年度別投手成績
| 年 度      | 球 団      | 登 板 | 先 発 | 完 投 | 完 封 | 無 四 球 | 勝 利 | 敗 戦 | セ 丨 ブ | ホ 丨 ル ド | 勝 率 | 打 者 | 投 球 回 | 被 安 打 | 被 本 塁 打 | 与 四 球 | 敬 遠 | 与 死 球 | 奪 三 振 | 暴 投 | ボ 丨 ク | 失 点 | 自 責 点 | 防 御 率 | W H I P |
| ---------- | ---------- | ----- | ----- | ----- | ----- | -------- | ----- | ----- | -------- | ----------- | ----- | ----- | -------- | -------- | ----------- | -------- | ----- | -------- | -------- | ----- | -------- | ----- | -------- | -------- | ------- |
| 2013       | DeNA       | 18    | 14    | 1     | 0     | 0        | 5     | 7     | 0        | 2           | .417  | 401   | 89.1     | 101      | 7           | 35       | 0     | 2        | 66       | 1     | 0        | 56    | 53       | 5.34     | 1.52    |
| 2014       | DeNA       | 25    | 25    | 3     | 1     | 1        | 11    | 9     | 0        | 0           | .550  | 682   | 159.1    | 163      | 18          | 49       | 1     | 7        | 104      | 8     | 0        | 83    | 71       | 4.01     | 1.33    |
| 2015       | DeNA       | 21    | 20    | 3     | 0     | 1        | 5     | 8     | 0        | 0           | .385  | 598   | 134.2    | 164      | 13          | 40       | 0     | 3        | 92       | 7     | 1        | 56    | 49       | 3.27     | 1.51    |
| 2016       | DeNA       | 23    | 23    | 2     | 1     | 0        | 7     | 11    | 0        | 0           | .389  | 654   | 151.2    | 156      | 14          | 47       | 2     | 6        | 113      | 6     | 0        | 65    | 59       | 3.50     | 1.34    |
| 2017       | DeNA       | 25    | 24    | 1     | 0     | 0        | 6     | 10    | 0        | 0           | .375  | 636   | 152.1    | 147      | 9           | 46       | 1     | 8        | 93       | 3     | 0        | 66    | 65       | 3.84     | 1.27    |
| 2018       | DeNA       | 24    | 7     | 0     | 0     | 0        | 6     | 3     | 1        | 8           | .667  | 256   | 61.0     | 60       | 5           | 16       | 2     | 2        | 44       | 2     | 0        | 27    | 24       | 3.54     | 1.25    |
| 2019       | DeNA       | 15    | 14    | 0     | 0     | 0        | 4     | 5     | 0        | 0           | .444  | 309   | 70.0     | 74       | 5           | 28       | 3     | 3        | 50       | 3     | 1        | 43    | 37       | 4.76     | 1.46    |
| 2020       | DeNA       | 17    | 17    | 1     | 0     | 0        | 6     | 7     | 0        | 0           | .462  | 384   | 89.0     | 98       | 10          | 26       | 7     | 1        | 69       | 2     | 0        | 41    | 39       | 3.94     | 1.39    |
| 2021       | 巨人       | 5     | 1     | 0     | 0     | 0        | 0     | 1     | 0        | 0           | .000  | 26    | 5.0      | 11       | 3           | 1        | 0     | 0        | 5        | 0     | 0        | 8     | 8        | 14.40    | 2.40    |
| 2022       | 巨人       | 7     | 0     | 0     | 0     | 0        | 1     | 0     | 0        | 1           | 1.000 | 22    | 5.0      | 5        | 0           | 2        | 0     | 0        | 4        | 1     | 0        | 1     | 1        | 1.80     | 1.40    |
| 通算：10年 | 通算：10年 | 180   | 145   | 11    | 2     | 2        | 51    | 61    | 1        | 11          | .455  | 3968  | 917.1    | 979      | 84          | 290      | 16    | 32       | 640      | 33    | 2        | 446   | 406      | 3.98     | 1.38    |

- 各年度の太字はリーグ最高

### 年度別守備成績
| 年 度 | 球 団 | 投手  | 投手  | 投手  | 投手  | 投手  | 投手     |
| 年 度 | 球 団 | 試 合 | 刺 殺 | 補 殺 | 失 策 | 併 殺 | 守 備 率 |
| ----- | ----- | ----- | ----- | ----- | ----- | ----- | -------- |
| 2013  | DeNA  | 18    | 1     | 26    | 0     | 0     | 1.000    |
| 2014  | DeNA  | 25    | 8     | 20    | 2     | 2     | .933     |
| 2015  | DeNA  | 21    | 3     | 28    | 0     | 2     | 1.000    |
| 2016  | DeNA  | 23    | 11    | 23    | 0     | 2     | 1.000    |
| 2017  | DeNA  | 25    | 9     | 22    | 0     | 2     | 1.000    |
| 2018  | DeNA  | 24    | 4     | 9     | 0     | 1     | 1.000    |
| 2019  | DeNA  | 15    | 3     | 8     | 0     | 0     | 1.000    |
| 2020  | DeNA  | 17    | 7     | 17    | 1     | 0     | .960     |
| 2021  | 巨人  | 5     | 0     | 0     | 0     | 0     | ----     |
| 2022  | 巨人  | 7     | 0     | 0     | 0     | 0     | ----     |
| 通算  | 通算  | 180   | 46    | 153   | 3     | 9     | .985     |

### 表彰
- 月間MVP：1回（投手部門：2014年5月[15]）

### 記録
初記録
投手記録
- 初登板・初先発登板：2013年4月4日、対読売ジャイアンツ2回戦（横浜スタジアム）、5回5失点（自責点3）で敗戦投手[69]
- 初奪三振：同上、1回表に脇谷亮太から見逃し三振[69]
- 初勝利・初先発勝利：2013年5月7日、対広島東洋カープ8回戦（MAZDA Zoom-Zoom スタジアム広島）、5回0/3を3失点[70]
- 初ホールド：2013年6月22日、対阪神タイガース7回戦（横浜スタジアム）、8回表に4番手で救援登板、1回無失点[71]
- 初完投勝利：2013年9月28日、対読売ジャイアンツ24回戦（横浜スタジアム）、9回6奪三振2失点
- 初完封勝利：2014年5月23日、対北海道日本ハムファイターズ1回戦（札幌ドーム）、9回10奪三振
- 初セーブ：2018年4月13日、対中日ドラゴンズ1回戦（横浜スタジアム）、9回表に3番手で救援登板、完了、1回無失点

打撃記録
- 初安打：2013年4月10日、対広島東洋カープ2回戦（横浜スタジアム）、3回裏にブライアン・バリントンから投手前内野安打[72]
- 初打点：2013年4月24日、対読売ジャイアンツ4回戦（京セラドーム大阪）、5回表に杉内俊哉から左中間適時二塁打[73]

その他の記録
- 1イニング3暴投：2014年5月9日、対東京ヤクルトスワローズ6回戦（横浜スタジアム）、6回表に記録 ※史上12人目（日本タイ記録）
- オールスターゲーム出場：3回（2014年、2016年、2017年）

### 背番号
- 15（2013年 - 2020年）
- 21（2021年 - 2022年）

### 登場曲
- 「Turn All The Lights On」 T-Pain feat. Ne-Yo（2013年）
- 「Still Alive」BIGBANG（2014年）
- 「Jumpin' up」Sushy（2015年、マウンド時）
- 「Plakito（Remix）」Yandel（2015年、打席時）
- 「BANG BANG BANG」BIGBANG（2016年）
- 「Visionary」Farruko（2017年 - 、マウンド時）
- 「Super Girl」TeamK from CYBERJAPAN（2017年、打席時）
- 「The Power Of Now」Steve Aoki & Headhunterz（2018年 - 、打席時）
- 「brave up!!」lol-エルオーエル-（2021年 - 、マウンド時）